# Stop (court métrage)
Pour les articles homonymes, voir Stop.
 (juillet 2025).
Pour plus de détails, voir Fiche technique et Distribution.
Stop est un court métrage français réalisé par Rodolphe Marconi et sorti en 1999.

## Fiche technique
- Titre : Stop
- Réalisation : Rodolphe Marconi
- Scénario : Rodolphe Marconi et Gilles Taurand
- Dialogues : Rodolphe Marconi
- Photographie : Julien Hirsch
- Musique : Nicolas Bikialo
- Montage : Valentine Duley, Julia Gregory et Julie Sellier
- Société de production : Why Not courts métrages
- Pays d'origine :  France
- Durée : 20 minutes
- Date de sortie : France - mai 1999 (présentation au Festival de Cannes)

## Distribution
- Olivier Saint-Jours : Laurent
- Florence Loiret Caille : Julie
- Jean-Luc Caron
- François Berléand
- Marité Blot

## Distinctions
- Festival de Cannes 1999 : Prix du jury[1]